# Megachile albobasalis
Megachile albobasalis är en biart som beskrevs av Smith 1879. Megachile albobasalis ingår i släktet tapetserarbin, och familjen buksamlarbin. Inga underarter finns listade i Catalogue of Life.